# Dylan Hopkins
Dylan Hopkins (Canberra, 25 september 2001) is een Australisch wielrenner die sinds 2025 rijdt bij het Thaise Roojai Insurance.

## Carrière
Als tweedejaars junior werd Hopkins vierde op het Oceanische kampioenschap op de weg.
In 2020, als eerstejaars belofte, maakte Hopkins de overstap naar het Sloveense Ljubljana Gusto Santic. In 2021 werd hij namens die ploeg onder meer vijftiende in de Ronde van Servië en zeventiende in de Ronde van Lombardije voor beloften. In maart 2022 werd hij vierde in de Trofeo Città di San Vendemiano. Later dat jaar nam hij deel aan de wegwedstrijd voor beloften op het wereldkampioenschap, die hij niet uitreed.
In juli 2023 werd Hopkins, achter Filip Řeha, tweede in de proloog van de Gemenc GP. In de resterende twee etappes behielden beide renners hun positie.
Het seizoen 2024 begon voor Hopkins in zijn thuisland, waar hij vierde werd in het door Caleb Ewan gewonnen nationale criteriumkampioenschap. Na zijn terugkeer in Europa werd hij begin maart elfde in de Trofej Poreč. Later die maand nam hij deel aan een reeks Sloveense eendagskoersen. In de GP Slovenian Istria eindigde hij als vijftiende. Twee dagen later werd hij zesde in de GP Brda-Collio, die deels over Italiaans grondgebied werd verreden. Weer twee dagen later sprintte hij naar de achtste plaats in de GP Goriška & Vipava Valley. De reeks sloot hij af met een veertiende plaats in de GP Adria Mobil. In april won hij de openingsrit in Belgrado-Banja Luka.
Per het seizoen van 2025 maakte hij samen met landgenoot Blake Quick de overstap naar Roojai Insurance.

## Overwinningen
2024
1e etappe Belgrado-Banja Luka
2025
1e etappe Ronde van Gyeongnam
Eind- en bergklassement Ronde van Gyeongnam

## Ploegen
- 2020 –  Ljubljana Gusto Santic
- 2021 –  Ljubljana Gusto Santic
- 2022 –  Ljubljana Gusto Santic
- 2023 –  Ljubljana Gusto Santic
- 2024 –  Ljubljana Gusto Santic
- 2025 –  Roojai Insurance

Derrick · Gregorčič · Hopkins · Klanjšček · Kokalj · Li · Oblak · Peran · Potočki · Sampson · Skok · Štajnar (vanaf 5/6) · Tomšič